# Plan E

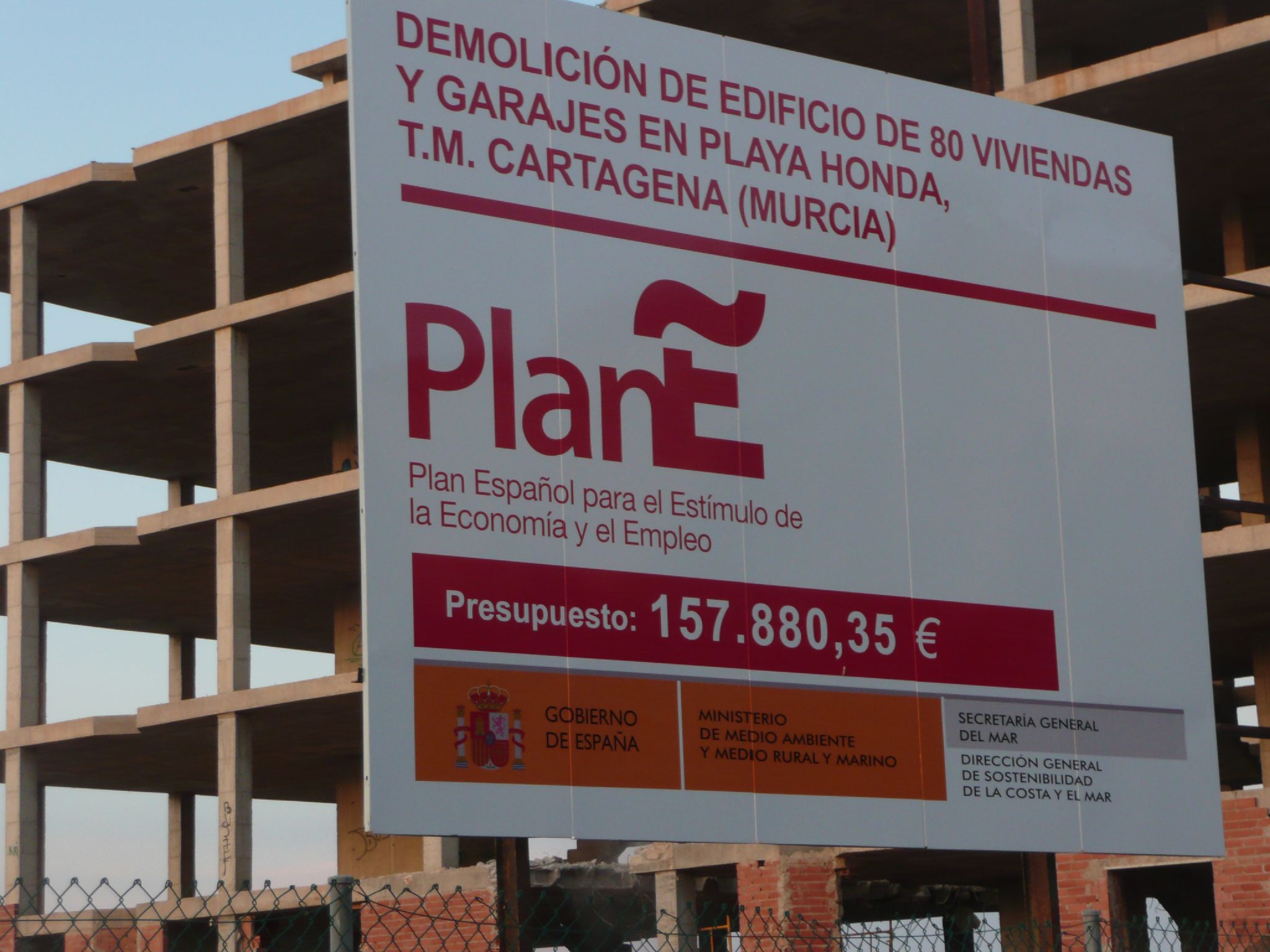
Cartel del PlanE consistente en la demolición de un edificio en Playa Honda.(Murcia)

El Plan Español para el Estímulo de la Economía y el Empleo o, en su forma abreviada, Plan E —también conocido como Plan Zapatero— fue un conjunto de más de un centenar de medidas de política económica planteadas por el Gobierno de José Luis Rodríguez Zapatero en noviembre de 2008 y desarrolladas a lo largo de la IX legislatura. Su objetivo fue el de impulsar la actividad económica del país, movilizando grandes cantidades de dinero público, para hacer frente a la crisis económica originada tras el pinchazo de la burbuja inmobiliaria y financiera global en 2007. 

## Desarrollo
El Plan E constaba de cuatro ejes de actuación principales: medidas de apoyo a empresas y familias; de fomento del empleo; medidas financieras y presupuestarias; y, por último, medidas de modernización de la economía.
La primera parte del plan E inyectó 7.836 millones de euros, y la segunda hasta 5000 más. Estos fondos fueron repartidos entre las diferentes administraciones, siendo los ayuntamientos los organismos que decidían en qué obras públicas se invertiría este dinero. A estas actuaciones siguieron otras. Algunos medios elevaron el montante del Plan E a más de 50.000 millones de euros y criticaron el gasto en carteles publicitarios.
Ante la continuidad de la crisis y el aumento de paro, este plan fue prolongado bajo el nombre de Plan de Economía Sostenible (Fondo estatal para el empleo y la sostenibilidad local). Las medidas del plan no llegaron a reactivar la economía tanto como se pretendía, aunque es difícil valorar cuál hubiera sido su evolución de no haberse implementado el Plan. Sin embargo 
partidas del gasto público como el Plan E y otras similares contribuyeron a que la deuda del Estado creciera en muy corto periodo de tiempo, lo que unido a la reducción de ingresos del Estado, fue un detonante de la crisis de deuda soberana que sufrió España a partir de 2010.

## Valoración
El diario El País publicó el 30 de agosto de 2009 un reportaje sobre el impacto económico y social del Plan E en el que, entre otras cosas, se decía lo siguiente:

Los más de 30.000 proyectos del fondo -conocido simplemente como Plan Zapatero- han traído un chaparrón de dinero a los ayuntamientos: 8.000 millones de euros, cifra que duplica la inversión de todos los municipios de España al año. Y han permitido el nada desdeñable logro de ocupar a más de 410.000 personas y hacer que el desempleo lleve tres meses de caídas en un momento en el que el paro se ha convertido en un drama nacional.

El plan nació como una medida urgente para contener la sangría del desempleo y su éxito en ese aspecto es innegable. Los peros vienen al analizar el tipo de contratos —de muy corta duración y en proyectos con poco valor añadido— y la premura con que se puso en marcha, que obligó a los ayuntamientos a planear inversiones con poco más de un mes de plazo. Es lo que ha llevado a algunos municipios a ejecutar obras de dudosa utilidad. [...] La escasa productividad de los proyectos es lo que lleva al economista para España del Fondo Monetario Internacional, Bob Traa, a decir que esta iniciativa "no aumenta el potencial de crecimiento de España". [...] El profesor del IESE Xavier Vives opina que en una recesión como la actual tiene sentido tomar medidas de estímulo, pero que el Plan Zapatero presenta dos problemas. "Que este gasto no es sostenible y que la rapidez en la ejecución haga que sea improductivo. Pasará tiempo hasta que sepamos qué proporción del gasto ha sido superfluo"

El Tribunal de Cuentas publicó un informe en 2014 en el que criticaba duramente el Plan E afirmando que presentó pérdidas de hasta 7 800 millones de euros y que incurría en numerosas iregularidades en su aplicación, entre las cuales destacaba que "no siguió el criterio establecido en la normativa contable relativa a los fondos carentes de personalidad jurídica". Además criticó que los criterios para la adjudicación de contratos eran "excesivamente genéricos e imprecisos" llevándose a cabo la misma "sin publicidad alguna y de forma directa", así como que solo un 15% de las entidades dio prioridad al empleo como criterio de reparto, destacando que los compromisos de creación y mantenimiento de empleo no se habían cumplido y que además la duración de los contratos de muchos de los trabajadores fue muy corta a pesar de que cada empleo costó unos 160 000 euros al erario público. El informe concluía que "en la inmensa mayoría de los casos no se abordaron nuevos proyectos, ni se crearon empleos, ni mejoraron los municipios."